# سهام بوخامي
ولدت سهام بوخامي في11 فبراير 1992 ، لاعبة كرة قدم مغربية دولية يلعب كمدافعة في نادي الجيش الملكي .

## سيرة شخصية

### مسيرتها داخل النادي
لعبت سهام بوخامي لأول مرة في نادي النسيم الرياضي ( سيدي مؤمن )  قبل أن تنضم إلى أطلس 05 فقيه بن صلاح  ثم النادي البلدي بالعيون حيث لعبت عدة مواسم رياضية
منذ سنة 2018 ، تطورت سهام بوخامي داخل نادي الجيش الملكي . الذي فازت معه بأربعة ألقاب للبطولة المغربية وكأس العرش مرتين.

#### دوري أبطال أوروبا 2021
في نوفمبر 2021 ، لعبت سهام بوخامي مع فريق الجيش الملكي في النسخة الأولى من دوري أبطال أوروبا للسيدات في مصر. احتل النادي المغربي المرتبة الثالثة خلال هذه التظاهرة الرياضية مع المدرب ماميلودي صنداونز.

#### دوري ابطال اوروبا 2022
تم اختيار المغرب كبلد مضيف لدوري أبطال 2022 ، حيث شارك فريق الجيش الملكي و تأهل تلقائيًا للمرحلة النهائية بعد فوزه بالبطولة الوطنية .
شاركت سهام بوخامي في دوري ابطال 2022.

### المسيرة الدولية لسهام بوخامي

#### كأس الأمم الأفريقية 2022
تم اختيار سهام بوخامي في قائمة 26 لاعبة  مشاركة في كأس الأمم الأفريقية 2022 من 2 إلى 23 يوليوز 2022 في المغرب . لم تشارك سهام بوخامي في مباريات هذه التظاهرة الرياضية رغم انها كانت ضمن المجموعة المشاركة. احتل الفريق الوطني المغربي المركز الثاني في إفريقيا ، حيث خسر في النهائي بنتيجة (1-2) أمام جنوب إفريقيا في مجمع مولاي عبد الله الرياضي.

#### الاستعدادات لكأس العالم 2023
في إطار الاستعدادات لكأس العالم 2023 ، تم اختيار سهام بوخامي من قبل رينالد بيدروز للمشاركة في تدريب في قادس ( إسبانيا ) في أكتوبر 2022 حيث واجه المغرب منتخبي بولندا وكندا ( بطل الأولمبياد 2020 ). شاركت سهام بوخامي في المباراتين اللتين انتهت بهزيمة المغرب (4-0).

## الجوائز

### مع النادي
النادي البلدي بالعيون
- كأس العرش للسيدات
  - نهائي: 2015 و2016
- البطولة الوطنية المغربية للسيدات (4)
  - البطل : 2019 و 2020 و 2021 و 2022
- كأس العرش للسيدات (2)
  - الفائز: 2019 و 2020
- دوري أبطال إفريقيا للسيدات ( 1 ) :
  - ميدالية الفائز : 2022
  - المركز 3 : 2021

### مع المنتخب الوطني
منتخب المغرب
- بطولة اتحاد شمال إفريقيا
  - الفائز: 2020[7]
- كأس عائشة بخاري
  - المركز 2: 2021
- بطولة مالطا الدولية
  - الفائز: 2022 [8]
- كأس الأمم الإفريقية
  - نهائي: 2022

## التكريم الشخصي
- في النوع الحادي عشر من دوري أبطال أفريقيا 2022 بواسطة CAF.[9]

## روابط خارجية
- سهام بوخامي على موقع قاعدة بيانات كرة القدم.إي يو (الإنجليزية)
- سهام بوخامي على موقع Soccerway.com (الإنجليزية)